# Fockea crispa von Schönbrunn

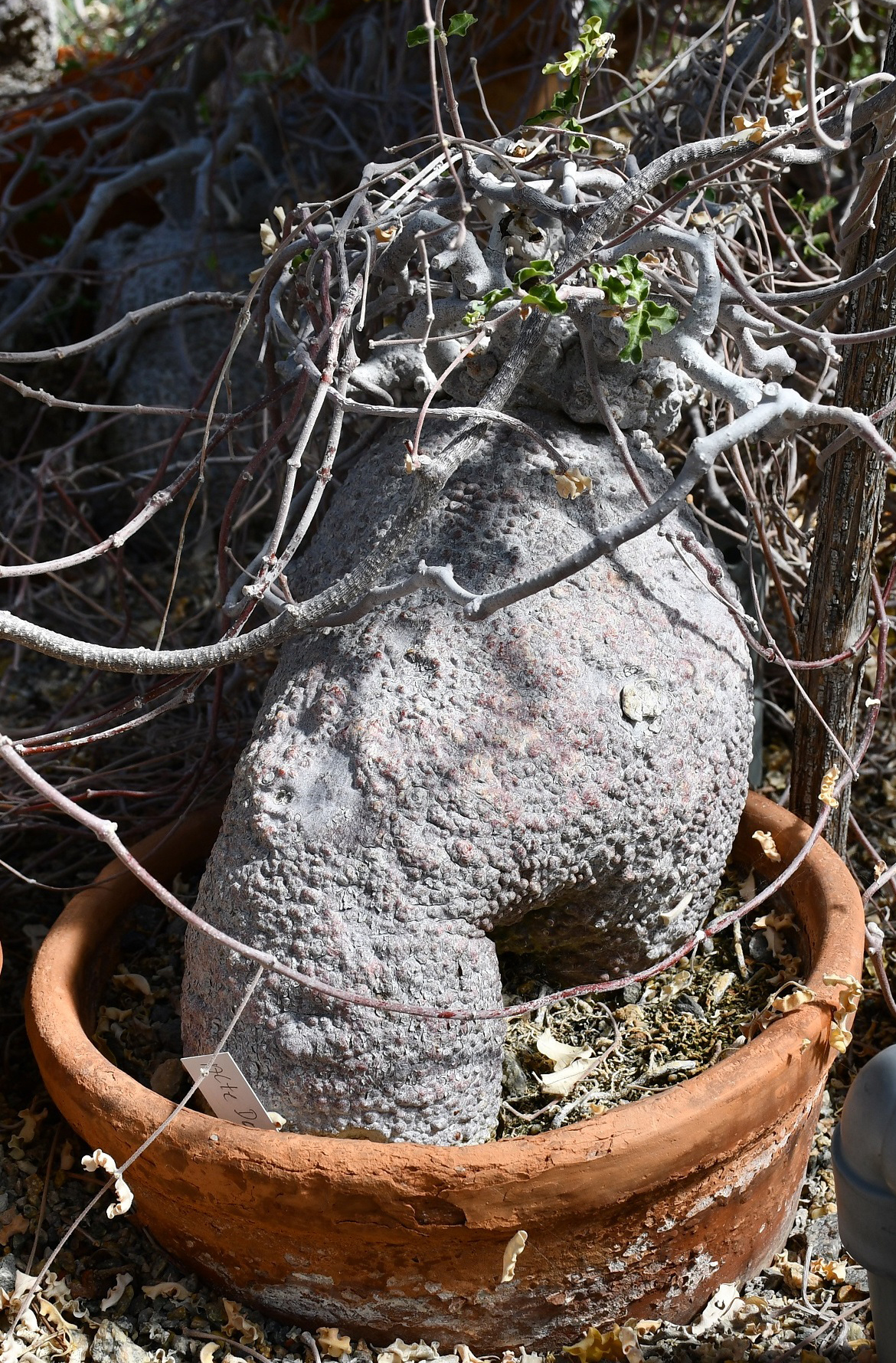
Fockea crispa von Schönbrunn bei herbstlich weitgehend abgeworfenen Blättern

Die Fockea crispa von Schönbrunn ist ein Exemplar der Art Fockea capensis (Synonym: Fockea crispa) aus der Gattung Fockea in der Unterfamilie der Seidenpflanzengewächse (Asclepiadoideae); sie gilt als die älteste Topfpflanze der Welt.

## Geschichte
Die Pflanze wurde von der Expedition des Hofgärtners Franz Boos und seines Gehilfen Georg Scholl 1799 aus Südafrika nach Österreich gebracht und in die Pflanzensammlung Kaiser Josephs II. im Schloss Schönbrunn eingefügt. Die Sammlung ging später in die der heutigen Österreichischen Bundesgärten über. Dort wird die Pflanze immer noch als Topfpflanze gepflegt.
Im 19. Jahrhundert galt sie in ihrer Herkunftsregion als ausgestorben. Anlässlich der Weltausstellung in Paris 1900 wurde sie dort als „lebendes Fossil“ unter einem Glassturz präsentiert. Erst 1906 wurde am natürlichen Standort in der Leinen Karoo in Südafrika wieder ein wild wachsendes Exemplar entdeckt, das 1908, als es blühte, bestimmt werden konnte.
Als im Zweiten Weltkrieg Luftangriffe auch Schönbrunn bedrohten, nahm ein Gärtner die Pflanze mit nach Hause, wo sie den Krieg auf einer Fensterbank unbeschädigt überstand.
Nur etwa alle zehn Jahre wird die Fockea crispa von Schönbrunn umgetopft. Nachdem das 1970 geschehen war, begann sie nach fast 200 Jahren 1972 erstmals wieder zu blühen und bildete drei Fruchtschoten. Mit den darin enthaltenen Samen gelang es erstmals, die Schönbrunner Fockea capensis zu vermehren. Auch 2019 im Herbst, 200 Jahre nach ihrer Aufstellung in Schönbrunn, bildete die Pflanze wieder Blüten und Samen aus.

## Alter
Das Alter der Pflanze wird heute auf mehr als 600 Jahre geschätzt. Sie gilt damit als älteste Topfpflanze der Welt. Normalerweise steht sie im Schönbrunner Reservegarten.